# Garrett O’Moore Creagh
Sir Garrett O’Moore Creagh VC, GCB, GCSI (* 2. April 1848 in Cahirbane, County Clare, Irland; † 9. August 1923 in South Kensington, London) war ein britischer General, der den größten Teil seiner Dienstzeit in Britisch-Indien verbrachte und unter anderem von 1909 bis 1914 als Oberbefehlshaber in Indien diente.

## Leben

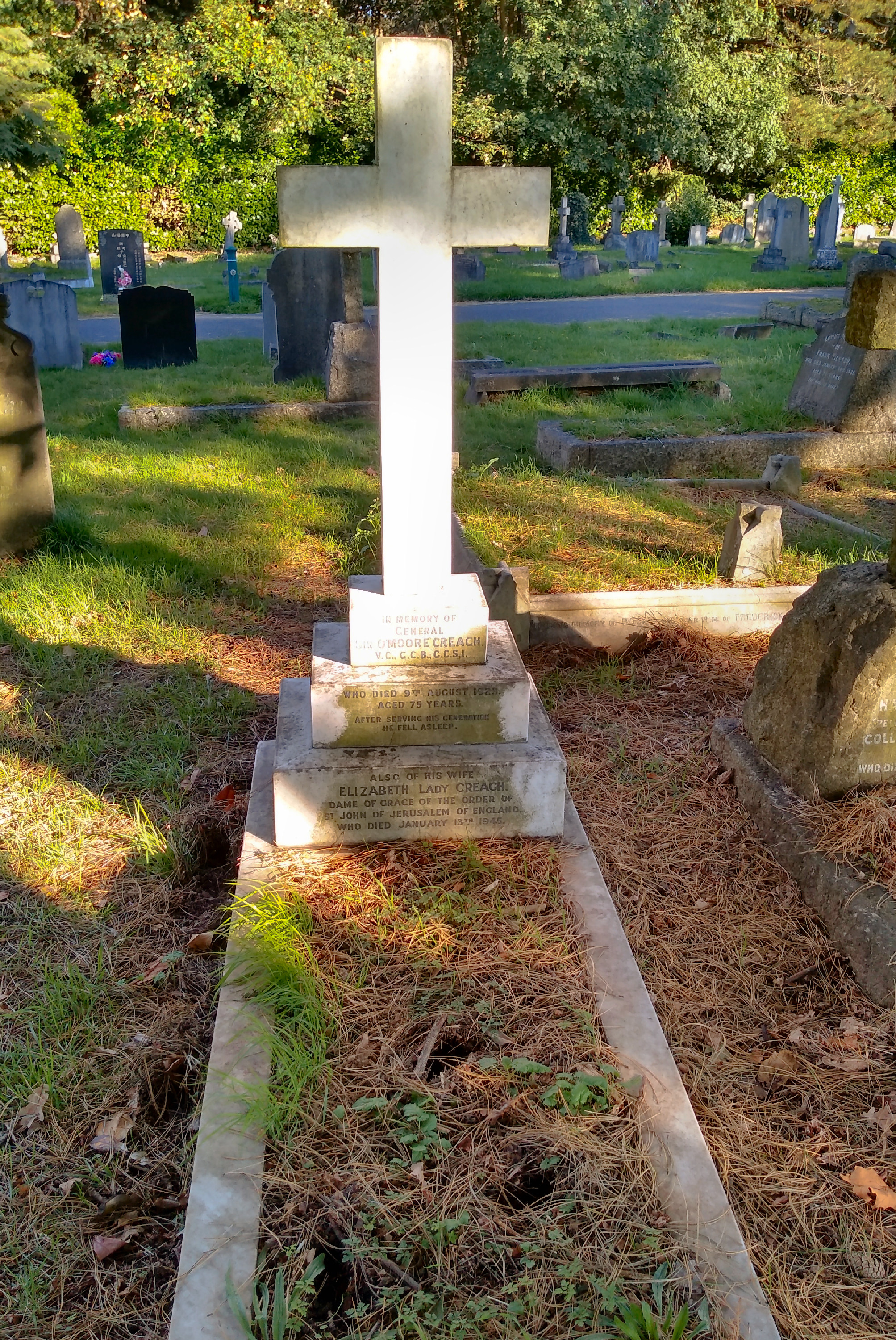
Grab von Garrett O’Moore Creagh und Elizabeth Creagh

Creagh war einer der Söhne des Captains der Royal Navy James Creagh und dessen Ehefrau Grace Emily O’Moore. Er besuchte eine Privatschule und das Royal Military College, Sandhurst, bevor er 1866 als Ensign ins 95th Regiment of Foot aufgenommen wurde, mit dem er bis Anfang 1869 im Depot Pembroke diente. Er wurde anschließend nach Indien verlegt, wo er zunächst in Mhow stationiert war. Im Juni 1870 wurde er als Lieutenant ins Bombay Staff Corps aufgenommen. Das nächste Jahr diente jeweils für kurze Zeit im Marine-Bataillon, in der 25th Bombay Light Infantry und als Stützpunkt-Stabsoffizier in Deoli. Im Juni 1871 wurde er als Adjutant für das Merwara-Bataillon ausgewählt. Seine erste Ehe, die er 1874 schloss, endete nur zwei Jahre später durch den Tod seiner Frau Mary Letitia Longfield Brereton.
1878 stand Creagh im Range eines Captain, als der Zweite Anglo-Afghanische Krieg ausbrach und sein Bataillon mobilisiert wurde. Als einziger europäischer Offizier des Bataillons bekleidete er den Posten des stellvertretenden Kommandeurs. Das Bataillon wurde bis März 1879 in der Peshawar Valley Field Force eingesetzt und kämpfte in der Schlacht von Ali Masjid. Weitere Einsätze im Frühjahr 1879 fanden im Bazar Valley statt, und für eines der hier stattfindenden Gefechte wurde Creagh für das Victoriakreuz vorgeschlagen. Er war am 21. April mit zwei Kompanien seines Bataillons detachiert worden, um die Ortschaft Kam Dakka am Fluss Kabul zu besetzen. Am nächsten Morgen griff der Feind mit etwa zehnfacher Überlegenheit an und Creagh war gezwungen, den Ort zu verlassen und eine Verteidigungsstellung zu beziehen. Seine Truppe hielt wiederholten Angriffen stand, bis schließlich gegen 15 Uhr Entsatz in Form eines Trupps der Bengal 10th Lancers eintraf und den Feind zerstreute. Das Victoriakreuz wurde ihm für dieses Gefecht schließlich im November 1879 zugesprochen. Von 1879 bis Ende 1880 diente Creagh anschließend als Deputy Assistant Quartermaster-General der Khurram Field Force und nahm noch an mehreren weiteren Gefechten teil.
Er befehligte ab 1882 die 44th Merwara Infantry und erhielt 1886 den Befehl über die 2nd Baluchis. 1891 heiratete er in zweiter Ehe Lilah Read, mit der er einen Sohn, Michael O’Moore Creagh, und eine Tochter hatte. Ab 1895 diente er auf dem Posten des Generaladjutanten seiner Division und ab 1896 als Assistant Quartermaster, Bombay Command. Von 1898 bis 1900 war er politischer Resident im Protektorat Aden, bevor er den Befehl über die durch die aus Truppen der Britisch-Indischen Armee für den Einsatz gegen den Boxeraufstand gebildete China Field Force erhielt, den er bis 1903 innehatte. 1901 wurde er als Companion in den Order of the Bath aufgenommen und im folgenden Jahr zum Ritter geschlagen.
1903 wurde Creagh als Colonel Kommandeur der 129th Baluchis und 1907 Sekretär der Militärischen Abteilung im India Office. Im Jahre 1909 folgte er Herbert Kitchener, 1. Earl Kitchener als Oberbefehlshaber in Indien nach und wurde zum Knight Grand Cross des Bathordens erhoben. Er war zugleich Aide-de-Camp General des Königs Eduard VII. und wurde in den Order of Saint John aufgenommen.
Nach seinem Ausscheiden aus dem aktiven Dienst 1914 diente er während des Ersten Weltkriegs als Berater des Volunteer Training Corps. Er betätigte sich auch als Herausgeber des Buches VC and DSO Book: The Victoria Cross 1856–1920, obwohl er dessen Veröffentlichung nicht mehr erlebte. Er starb im Alter von 75 Jahren in seinem Haus in South Kensington und wurde auf dem East Sheen Cemetery, Richmond, Surrey bestattet. Seine Auszeichnungen befinden sich im Besitz des National Army Museum, Chelsea.